# 어반 레전드 (TV 시리즈)
어반 레전드(Urban Legends)는 캐나다에서 제작된 스디안 빌로티예빅 감독의 2007년 다큐멘터리, 범죄, 판타지, 공포 시리즈이다. 마이클 올콕이 호스트로 출연하였다. 2011년 데이비드 휼렛이 새 호스트가 되었다. 각 화마다 3개의 도시전설이 극화되어 있으며 텔레비전 시청자에게 전달된다. 그러면 시청자는 3개의 도시전설 중 어느 1~2개가 진실인지를 추측해낸다. 각 전설은 이야기를 전하는 목격자가 있다. 1~2개의 거짓 전설의 경우 목격자는 배우이지만 진실된 전설은 스토리에 영향을 받은 실제 인물을 사용한다. 각 화에는 2개의 퀵 퀴즈같은 스토리, 즉 미니 신화를 포함하고 있다.

## 출연

### 주연
- 마이클 올콕
- 올리비에 줄리안

### 조연
- 러스티 조피
- 빈센트 토머스
- 크리스찬 바코

## 제작진
- 프로듀서: 닉 코리 라이트
- 프로듀서: 쉘비 테일러
- 프로듀서: 쉐리 루프
- 프로듀서: 캐서린 벅
- 프로듀서: 사이먼 로이드
- 프로듀서: 수잔 맥그레이스
- 프로듀서: 글렌 샐즈먼
- 프로듀서: 존 반더벨드
- 프로듀서: 카멘 안트
- 프로듀서: 킵 스피델
- 프로듀서: 제임스 머독
- 프로듀서: 앤디 스콧
- 라인프로듀서: 헬렌 잭슨
- 라인프로듀서: 타라 잔
- 라인프로듀서: 베티 오어
- 조감독: 헤더 K. 로즈
- 조감독: 딘 버나드
- 조감독: 제임스 레이트
- 미술: 스비예틀라나 자클레넥
- 세트: 미쉘 라논
- 세트: 제임스 바뇨스
- 세트: 셀레나 콜루치
- 의상: 제시카 맥코믹
- 분장부문: 켈리 카바노
- 분장부문: 데브라 코빌
- 분장부문: 사라 크레이그
- 배역: 마조리 렉커
- 프로덕션매니저: 스디안 빌로티예빅